# Tipula (Eumicrotipula) brevicoma
Tipula (Eumicrotipula) brevicoma is een tweevleugelige uit de familie langpootmuggen (Tipulidae). De soort komt voor in het Neotropisch gebied.